# Monistria latevittata
Monistria latevittata är en insektsart som beskrevs av Sjöstedt 1921. Monistria latevittata ingår i släktet Monistria och familjen Pyrgomorphidae. Inga underarter finns listade i Catalogue of Life.